# Heriades shestakovi
Heriades shestakovi är en biart som beskrevs av Popov 1960. Heriades shestakovi ingår i släktet väggbin, och familjen buksamlarbin. Inga underarter finns listade i Catalogue of Life.